# Hyles canarina
Hyles canarina är en fjärilsart som beskrevs av Wladasch. Hyles canarina ingår i släktet Hyles och familjen svärmare. Inga underarter finns listade i Catalogue of Life.